# 姫路市立四郷中学校
姫路市立四郷中学校（ひめじしりつ しごうちゅうがっこう）は、かつて兵庫県姫路市四郷町坂元にあった公立中学校。2019年度（令和元年）からは姫路市立四郷小学校と併合されて姫路市立四郷学院へ移行した。

## 沿革
- 1947年（昭和22年）3月31日 - 四郷村立四郷中学校創立。[1]
- 1957年（昭和32年）10月1日 - 四郷村が姫路市と合併したことに伴い、姫路市立四郷中学校と改称する。
- 2015年（平成27年）11月14日 - 兵庫県「くすのき賞」受賞
- 2017年（平成29年）
  - 1月17日 - キャリア教育優良校等文部科学大臣賞受賞
  - 4月20日 - 姫路コミュニティスクールに指定される
- 2019年（平成31年）
  - 3月31日 - 姫路市立四郷小学校と統合により廃校[2]
  - 4月1日 - 姫路市立四郷学院開校[2]

## 学校教育目標
- 学びあい、支えあい、共に生きる
- 心豊かなたくましい生徒の育成

## クラブ活動

### 運動部
- サッカー部
- ソフトテニス部
- バスケットボール部
- バレーボール部
- 野球部
- 卓球部
- 陸上競技部

### 文化部
- 茶華道部
- 箏曲部